# Freixenet
Pour les articles ayant des titres homophones, voir Freycinet, Fraissinet, Frayssinet, Freyssinet et Fressinet.
 (décembre 2016).
Freixenet est une entreprise espagnole productrice de cava et d'autres vins, située à Sant Sadurní d'Anoia, en Espagne. 
L'origine de cette entreprise catalane remonte au XIXe siècle avec l'union de deux familles de viticulteurs de la région, les Ferrer et les Sala (eux-mêmes producteurs de vins mousseux depuis 1861), lors du mariage de Pedro Ferrer avec Dolores Sala. Les deux époux fondent la marque Freixenet, du nom de La Freixenera (la Frêneraie), propriété des Ferrer depuis le XIIe siècle. 
Après des difficultés lors de la guerre civile espagnole, l'entreprise lance sa première cuvée phare le Carta Nevada en 1941, puis commercialise à partir de 1974 le Cordón Negro. Reconnaissable à sa bouteille noire, ce brut est le produit de l'entreprise le plus vendu à l'exportation. 
En 2018, la société devient propriété du groupe allemand Henkell & Co.. Renommé Henkell Freixenet un an après, il est un leader mondial du vin mousseux.  En avril 2024, la direction a fait part de son intention de licencier temporairement plus de 600 employés, car la quantité de vin de base pour la production de cava a considérablement diminué en raison de la sécheresse qui persiste depuis trois millésimes.

Freixenet sponsorise depuis 2003 les courses de MotoGP. 

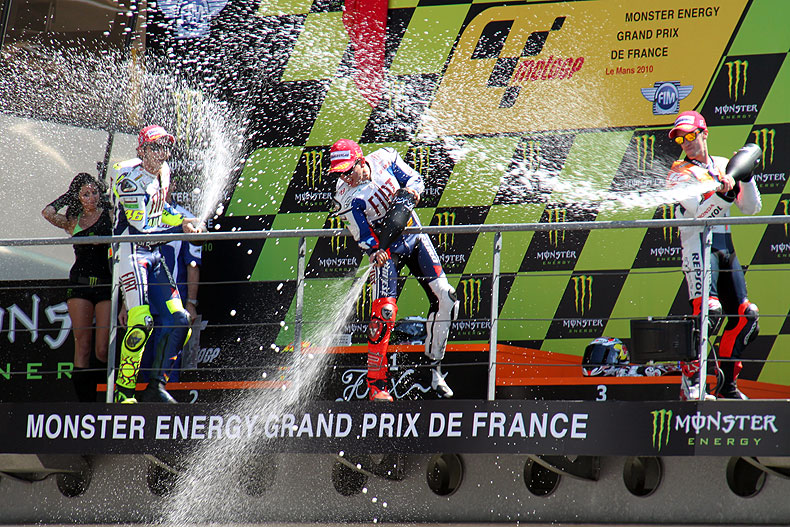

## Produits
Freixenet commercialise essentiellement du cava, un vin mousseux élaboré en méthode traditionnelle à partir de trois cépages espagnols : le parellada, le macabeu et le xarel-lo. 
C'est le cas notamment des deux cuvées emblématiques de la marque :
- Le Carta Nevada contient à parts égales 33% de macabeu, 33% de parellada et 33% de xarel-lo.
- Le Cordón Negro comporte 40% de parellada, 35% de macabeu et 25% de xarel-lo.

D'autres cépages sont également utilisés : des espagnols tels que le malvoisie (malvasia), trepat, mourvèdre (monastrell) ou grenache (garnacha) , et d'autres encore comme le chardonnay ou pinot noir, permettant de produire aussi bien des pétillants ou rosés pétillants que des gammes de vins tranquilles. 